# 高橋昌大 (漫画家)
高橋 昌大（たかはし まさひろ、1975年5月24日 - ）は、日本の漫画家。大阪府出身。

## 来歴
大学を卒業後、製版会社に就職するが半年で退職。その後、2000年より『カバチタレ!』『極悪がんぼ』シリーズの漫画家東風孝広のアシスタントを14年経験。同年別冊ヤングマガジンにて『フニーマン』というメキシコのプロレス（ルチャリブレ）のマンガを読みきりで掲載。
2003年からはモーニングにて月1で取材マンガ『ハッチャメッチャルチャリブレ』を1年ほど掲載。ネタを作るために師匠の東風孝広に頼み込んで漫才コンビ『ステーキ御膳』を結成してM-1グランプリに2度出場したが、共に予選で敗退。
2007年より「ぷぷぷぷぷぅ」と題したブログを開始。2008年に『ぷぷぷぷぷぅ! 稼ぎの悪いマンガアシスタントの育児日記』を水曜社から刊行。2013年から『カバチタレ!』『極悪がんぼ』シリーズの原作者田島隆の原作でプレイコミック（秋田書店）にて『奮闘!びったれ』を連載。2014年から2016年まで同じく田島隆の原作で別冊ヤングチャンピオン(秋田書店）にて『びったれ!!!』を連載。

## 作品

### 著書
- ぷぷぷぷぷぅ! 稼ぎの悪いマンガアシスタントの育児日記（水曜社：2008年）
- 奮闘!びったれ（プレイコミック：2013年 - 2014年、原作：田島隆）
- びったれ!!!（別冊ヤングチャンピオン：2014年 - 2016年、原作：田島隆）

### その他
- ど人生（毎日放送：2008年、『未来から来た男』を担当[2]）